# Betpak-Dala
El desierto o estepa de Betpak-Dala (en kazajo: Бетпак-Дала; Betpak-Dala; o «mala llanura») o meseta del Hambre (del ruso: Северная Голодная степь; Severnaja Golodnaja step) es una región que se encuentra en el sureste de Kazajistán, en las provincias de Kazajistán Meridional, Karaganda, Kyzylorda y de Zhambyl.
Limita: al oeste, con la cuenca del río Sir Daria; al suroeste, con el río Chu que separa el desierto de las arenas de Muyunkum; al este, se encuentra el lago Baljash, el más grande del país; y al sur, con la cordillera de Karatau.
Ocupa un área de aproximadamente 75 000 km², siendo su elevación media de 300-350 m.
La topografía del desierto se caracteriza por ser prácticamente llano en toda su extensión, con pequeñas elevaciones en el este.

## Fauna
- Antílope de Saiga.
- Ciervo siberiano.
- Lobos.
- Zorros.
- Tejones.
- Lirón del desierto.[2]